# Durchgangslager (Kriegsgefangenenlager)
Durchgangslager (Abkürzung Dulag) war in der Zeit des Ersten und Zweiten Weltkrieges die Bezeichnung für ein Lager zur kurzfristigen Unterbringung von Kriegsgefangenen gemäß der Zweiten Genfer Konvention. Bei den Dulags handelte es sich zunächst um keine stationären bzw. ortsfesten Einrichtungen, sondern um improvisierte Kriegsgefangenenlager, die der „Durchschleusung“ von Kriegsgefangenen dienten. Nachdem sie in den Dulags erfasst und auch erkennungsdienstlich überprüft worden waren, wurden die Kriegsgefangenen in der Regel dann auf die einzelnen Stalags und Oflags aufgeteilt.
Im Zweiten Weltkrieg erfüllten die Dulags, ihrem Charakter als zumeist rasch improvisierte „Unterkünfte“ bzw. vorübergehende „Verwahrungsstellen“ entsprechend, oft nicht einmal primitivste hygienische Voraussetzungen. Infolge der Überbelegungen durch die riesige Zahl an eingebrachten Gefangenen, vor allem aber aufgrund der deutscherseits zur Verfügung gestellten äußerst geringen Nahrungsmengen, wiesen die Dulags im ersten Jahr des Kriegs gegen die Sowjetunion eine erschreckend hohe Sterblichkeit unter den gefangen genommenen Soldaten der Roten Armee auf. Auf Anordnung Hermann Görings sollte die Verpflegung der „bolschewistischen Gefangenen“ keine Rücksicht auf völkerrechtliche Verträge nehmen; Essen erhalte nur, wer für Deutschland arbeite. Diese Situation besserte sich erst mit dem Übergang vom Bewegungs- zum Stellungskrieg, der zu einem weitgehenden Verschwinden der Unterschiede zwischen Dulags und Stalags führte. Die Dulags wurden nun ebenfalls zu ortsfesten Einrichtungen, die einen mehr oder minder großen Stamm an Kriegsgefangenen aufwiesen, der nun auch entsprechend bessere „Betreuung“ erfuhr.

## Weitere Kriegsgefangenenlager
- Stammlager
- Offizierslager (OfLag)
- Marinelager und Marine-Internierten-Lager
- Im Artikel Konzentrationslager weist Wikipedia auf zwar namensgleiche, besondere Durchgangslager zu diesen KZ im Gefüge der Schoah hin